# Kindred Group
Kindred Group, tidigare Unibet Group Plc, är ett företag som var börsnoterat på Stockholmsbörsen med kortnamn KIND SDB. Företaget äger varumärken som Unibet och har sitt huvudkontor i Gzira, Malta.
År 2017 var företagets intäkter 751,4 miljoner GBP.
Kindred Group avlistades från Stockholmsbörsen med sista handelsdag den 11 november 2024.